# 10216 Popastro
10216 Popastro è un asteroide della fascia principale. Scoperto nel 1997, presenta un'orbita caratterizzata da un semiasse maggiore pari a 2,7584783 UA e da un'eccentricità di 0,1386549, inclinata di 5,69704° rispetto all'eclittica.
L'asteroide è dedicato alla Society for Popular Astronomy, un'associazione britannica per promuovere l'astronomia come hobby, tramite il nomignolo con cui comunemente la indicano i membri.